# طورین، ادلب
طورین (به عربی: طورین) یک روستا در سوریه است که در ناحیه درکوش واقع شده‌است. طورین ۴۲۰ نفر جمعیت دارد.